# Oak Ridge (Carolina del Nord)
Oak Ridge è un comune degli Stati Uniti d'America, situato in Carolina del Nord, nella contea di Guilford.